# (500447) 2012 TB186
(500447) 2012 TB186 es un asteroide perteneciente al cinturón de asteroides, descubierto el 9 de octubre de 2012 por el equipo del Mount Lemmon Survey desde el Observatorio del Monte Lemmon, Arizona, Estados Unidos.

## Designación y nombre
Designado provisionalmente como 2012 TB186.

## Características orbitales
2012 TB186 está situado a una distancia media del Sol de 3,154 ua, pudiendo alejarse hasta 3,249 ua y acercarse hasta 3,059 ua. Su excentricidad es 0,030 y la inclinación orbital 16,70 grados. Emplea 2046,32 días en completar una órbita alrededor del Sol.
Los próximos acercamientos a la órbita de Júpiter se producirán el 1 de diciembre de 2118 y el 10 de julio de 2129, entre otros.

## Características físicas
La magnitud absoluta de 2012 TB186 es 15,7. 